# Лютеранська, 21/12
Буди́нок науко́вих працівникі́в (будинок житлово-будівельного кооперативу «Науковий робітник») — житловий будинок архітектора Миколи Холостенка, розташований у Києві на розі Банкової й Лютеранській вулиць, 21/12.
Рішеннями виконавчого комітету Київської міськради народних депутатів № 159 від 27 січня 1970 року, № 840 від 21 серпня 1975 і № 1112 від 4 серпня 1980 року поставлений до обліку пам'яток історії місцевого значення.
Пам'ятка конструктивістського стилю в архітектурі.

## Будівництво і використання будівлі
1929 року за проєктом архітектора Миколи Холостенка розпочалося спорудження одного з перших житлових будинків для фахівців. До проєктування також залучили Олександра Вербицького й Всеволода Обремського.

## Архітектура
Чотириповерхова, тинькована споруда складається із наріжжя і двох крил: короткого — уздовж Лютеранської вулиці та довгого — уздовж Банкової. Перед наріжжям розплановано палісадник. Будівля зведена з урахуванням інсоляції та провітрювання приміщень. У будинку 24 квартири, по три квартири на кожному поверсі. Квартири мають від двох до шести кімнат, ванну, туалет, передпокій, комору та один або два балкони.
Конструктивістська цегляна споруда позбавлена будь-яких декоративно-художніх елементів. Чоловий фасад акцентовано чергуванням балконів і глухих еркерів на рівні четвертого поверху.
Будинок зазнав реконструкції. Фасади зіпсовані кондиціонерами, супутниковими антенами, самочинно заскленими балконами й терасами. Під еркерами збудували засклені лоджії. Будівля частково втратила свій первинний вигляд.